# Garden of Eden
Der Garden of Eden ist ein Gletscherfeld in den Neuseeländischen Alpen im Westen der Südinsel Neuseelands.

## Namensgebung
Die Namensgebung erfolgte erstmals 1934 durch A. P. Thomson, dem Muster biblischer Namen in der Region folgend. 1962 suchte das New Zealand Geological Survey zunächst nach einem anderen Namen, bestätigte jedoch nach Rücksprache den Namen Garden of Eden, da sich das Gletscherfeld in der vorhandenen Literatur bereits mit dem Namen etabliert hatte.

## Geographie
Das Gletscherfeld erstreckt sich in West-Ost-Ausrichtung über eine Länge von etwa acht Kilometern bei einer Breite von bis zu einem Kilometer. Der höchste Punkt ist der nordöstliche Gipfel des 2543 m hohen Newton Peak. Von dort erstreckt es sich an der Südseite der John Pascoe Ridge sowie des Devils Backbone. Mit Ausnahme eines Durchbruchs zwischen diesen beiden Höhenzüge in Richtung Norden, bewegt sich das Eis letztlich in Richtung Süden. Die zahlreichen Gletscherbrüche tragen teils eigene Namen, wie Perth Glacier oder Abel Glacier. Am Fuße des letzteren liegt der kleine Gletschersee Abel Lake. An der Gletscherzunge des Perth Glacier entspringt der Perth River, welcher den Hauptanteil des Schmelzwassers aufnimmt und nach Westen abführt. Er mündet später in den Whataroa River, der wiederum an der Westküste der Südinsel in die Tasmansee mündet.
Auf der Nordseite der John Pascoe Ridge liegt ein weiteres Gletscherfeld, der Garden of Allah. Das Eis beider Gletscherfelder grenzt mehrfach aneinander. Ihre gemeinsame Fläche beträgt etwa 36 km².